# Португалия
Португа́лия (порт. Portugal [puɾtuˈɡaɫ]), официальное название — Португа́льская Респу́блика (порт. República Portuguesa [ʀɛˈpublikɐ purtuˈɡezɐ]; мирандск. República Pertuesa) — государство в Юго-Западной Европе, самое западное государство в континентальной Европе. Площадь территории — 92 225 км², численность населения — 10 467 366 человек.
Располагается в юго-западной части Пиренейского полуострова, занимая примерно 15 % его общей площади. На севере и востоке граничит с Испанией, на юге и западе омывается Атлантическим океаном; таким образом, Португалия представляет собой полуанклав, или прибрежный анклав.
Столица — Лиссабон. Официальные языки — португальский и мирандский. Денежная единица — евро.
В XV и XVI веках, присоединив Бразилию и Анголу, Португалия стала одной из крупнейших колониальных империй. В начале XIX века территория Португальской империи составляла 10,4 млн км².
Относится к развитым странам. Республика с 1910 года. Унитарное государство.
Член НАТО (с 1949 года), ООН (с 1955 года), ОЭСР (с 1961 года), Европейского союза (с 1 января 1986 года), Содружества португалоязычных стран (с 1996 года), Совета Европы. Входит в Шенгенскую зону и зону евро. Участвует в Иберо-американских саммитах с 1991 года.

## Происхождение названия
Название «Португалия» (порт. Portugal) происходит от романо-кельтского словосочетания Portus Cale, относящегося к области, где в настоящее время находится конурбация Порту и Вила-Нова-ди-Гая. 
Часть Portu- была образована от латинского слова portus («порт»), в то время как происхождение второй части до конца не выяснено. Возможно, она происходит от наименования племени галлеков, обитавших на северо-западе Пиренейского полуострова в Галлеции, либо от кельтского слова со значением «порт». Ещё одно предполагаемое значение — «галльский порт».

## Физико-географическая характеристика

### Географическое положение
Португалия — самое западное в континентальной Евразии государство, расположенное в юго-западной части Пиренейского полуострова. На суше граничит только с Испанией (1214 км). Протяжённость страны с севера на юг составляет 550 км, а с востока на запад — 175—200 км. Является вторым по величине европейским государством после Исландии, полностью расположенным в Западном полушарии, причём Исландия является островным государством.
Португалии принадлежат также Азорские острова и Мадейра.

### Климат
Климат — средиземноморский, субтропический. Средняя температура в январе — 5—10 °C, в июле — 20—27 °C. Осадков на равнинах — от 400 до 800 мм, в горах — от 1000 до 2500 мм в год.

### Рельеф
Рельеф провинций Минью на западе и Алту-Траз-уш-Монтиш и Алту-Дору на востоке, расположенных к северу от р. Дуэру, — пересечённый, горный. Провинция Бейра, простирающаяся от р. Дуэру до верхнего участка р. Тахо, за исключением прибрежной равнины, тоже занята горами. В её центральной части находится высшая точка Португалии — гора Торре (1993 м). Плодородные равнины в низовьях р. Тахо (провинция Рибатежу) и в прибрежной зоне к северу и югу от столицы страны Лиссабона относятся к провинции Эштремадура. К востоку и югу от неё простирается провинция Алентежу, с мягким холмистым рельефом, а всю южную часть Португалии занимают равнины провинции Алгарви, по природным условиям сходные со средиземноморской зоной Северной Африки.

### Реки и озёра
На территории Португалии чётко выделяются долины рек Дуэру и Тахо. В верхних течениях они узкие и глубоко врезанные, ниже по течению расширяются и близ берега Атлантического океана переходят в плоские низменности. По этим рекам проходят естественные границы пяти из шести географических областей страны.

### Растительный и животный мир
Несмотря на человеческий фактор, климатические особенности региона отражены естественной средой: флорой и фауной. Вблизи побережья из растительности преобладает сосна. Прибрежную полосу центральной и северной части страны занимают леса (в основном — португальский дуб, среди кустарников — ракитник). В засушливых местностях климатические условия способствуют росту пробкового и каменного дубов. Произрастают также сосна приморская, пиния, каштан.
В целом, примерно пятая часть португальской территории покрыта лесами. Примерно 50 % лесов составляют хвойные деревья (по большей части — сосна). Пробковый дуб рассажен на территории 607 тыс. га. Благодаря этому Португалия поставляет около 50 % пробковой коры по всему миру. Растёт площадь плантаций эвкалиптов, которые отличаются быстрым ростом и это — важнейший источник сырья для целлюлозно-бумажной промышленности.
Фауна Португалии в целом соответствует остальным странам Европы. На её территории можно встретить и рысей, и диких лесных котов, волков, лисиц, кабанов, медведей, барсуков, зайцев, а также многие виды грызунов. Из представителей североафриканской фауны — генетту, хамелеона и другие. Эндемики — эштрельская овчарка, пиренейская рысь, иберийский волк.
В связи с тем, что Португалия расположена на одном из главных путей миграций перелётных птиц, она отличается огромным разнообразием птиц. Близость океана способствует рыболовству (около 200 видов рыб обитают в прибрежных водах Атлантического океана): сардины, анчоусы, тунец.

### Почвенный покров и сейсмичность
Почвы Португалии — в основном песчаные кислые, сформировавшиеся преимущественно на вулканических породах. Исключение составляют плодородные суглинистые почвы аллювиальной равнины в низовьях р. Тахо. На территории Португалии выделяют несколько сейсмически активных зон, самые крупные из которых находятся в Алгарви, Минью и близ Лиссабона.

## История
В IV—III веках до н. э. большую часть территории Португалии населяли индоевропейские племена лузитанов. В конце I века до н. э. было завершено покорение территорий современной Португалии Древним Римом. Во второй половине V—VI веков н. э. территорию современной Португалии завоевали вестготы во главе с королём Теодорихом II, в 713—718 годах — арабы. В ходе Реконкисты в 868 году под началом Вимары Переша было создано графство Португалия, в 1139 году (официально в 1143 году) ставшее независимым королевством. Саншу I Заселитель сделал вклад в историю Португалии в виде проводника реформ мирного характера, при Афонсу II начал работу парламент под названием Кортесов, а Афонсу III Булонский завершил Реконкисту. В 1279—1415 годах произошло укрепление монархии в Португалии, которое ознаменовалось преобразованиями при Динише I Земледельце, миром с Королевством Кастилии и Леона, кризисом 1383—1385 годов. С XV века, начиная со времён правления Жуана I из Ависской династии, началась колониальная экспансия Португалии; наивысшего расцвета португальская колониальная империя достигла в первой половине XVI века.
В 1498 году Васко да Гама стал первым европейцем, достигшим Индии по морю.
В 1580 году умирает король Энрике, и португальский трон переходит в руки испанского короля Филиппа II Габсбурга. До 1640 года Португалия была в личной унии с Испанией. В начале XVIII века века она участвовала в войне за испанское наследство. Подписанные в ходе войны Лиссабонский договор и Метуэнский договор 1703 года привели к экономической и политической зависимости Португалии от Великобритании. В 1755 году в Португалии произошло сильное землетрясение, которое повлекло большие разрушения и множество жертв. В 1807 году в Португалию вторглись войска Наполеона I, которые были изгнаны в 1808 году английскими войсками при поддержке португальских патриотов. XIX век был отмечен в Португалии революциями (Португальская революция 1820 года, Сентябрьская революция 1836 года), гражданскими войнами (мигелистские войны, война Марии да Фонте), острой борьбой между сторонниками и противниками конституции. Со второй половины XIX века в Португалии развивается республиканское и социалистическое движение.

### XX век
В результате Португальской революции 1910 года была установлена Первая Португальская республика. Она принимала участие в Первой мировой войне на стороне Антанты.
В 1926 году был совершён государственный переворот, установилась военная диктатура. В 1932 году власть фактически перешла к премьер-министру Антониу ди Салазару, установившему в стране авторитарный режим. Тесно сотрудничая с Великобританией, Португалия решила оставаться нейтральным государством. В военный период Португалия была крупным поставщиком вольфрама, который являлся важным источником денежных поступлений. 4 апреля 1949 года Португалия стала одним из государств-основателей НАТО. С 1961 года Португалия пыталась подавить национально-освободительное движение в своих африканских колониях.
25 апреля 1974 года восставшие войска под руководством Движения вооружённых сил свергли правительство («революция гвоздик»), разрешена деятельность политических партий. Завершена деколонизация бывших португальских колоний в Африке. Положение стабилизировалось после этапа жёсткой политической борьбы и нескольких острых столкновений (сентябрьский кризис 1974 года, события 11 марта 1975 года, ноябрьский кризис 1975 года). В апреле 1976 года принята новая конституция. В июле 1976 — августе 1978 годов у власти находилось правительство, сформированное Португальской социалистической партией (ПСП, основана в 1973 году), с января 1980 года — коалиционное правительство правоцентристского Демократического альянса, в 1983—1985 годах у власти коалиция Социалистической и Социал-демократической партий, с 1987 года — правительство Социал-демократической партии, впервые получившей абсолютное большинство на парламентских выборах.

## Государственное устройство
Португальская конституция действует с 1976 года.
Португалия — парламентско-президентская республика. Законодательный орган — Ассамблея (Assembleia da República), состоит из 230 депутатов (deputados) и избирается по партийным спискам на 4 года. Глава государства — президент (Presidente da República Portuguesa), избирается всеобщим голосованием на 5 лет; консультативный орган при Президенте — Государственный совет (Conselho de Estado), исполнительный орган — Совет министров, состоит из премьер-министра (Primeiro-ministro) и министров, назначается президентом и несёт ответственность перед Ассамблеей, представительные органы автономных областей — законодательные собрания (Assembleia Legislativa), исполнительные — областные правительства (governo regional), состоящие из председателей областных правительств (presidente) и областных секретарей (Secretário Regional), представительные органы приходов — ассамблеи приходов (Assembleia de freguesia), исполнительные органы приходов — управы приходов (Junta de freguesia), состоящие из председателей управ приходов (presidente) и гласных (vogais), орган конституционного надзора — Конституционный суд (Tribunal Constitucional), назначается Ассамблеей, высшая судебная инстанция — Верховный суд правосудия (Supremo Tribunal de Justiça), суды апелляционной инстанции — судебные трибуналы второй инстанции (Tribunal judicial de Segunda Instância), суды первой инстанции — судебные трибуналы первой инстанции (Tribunal judicial de Primeira Instância), высшая судебная инстанция административной юстиции (Supremo Tribunal Administrativo), суды первой инстанции административной юстиции — административные суды (Tribunal administrativo), высший контрольный орган — Счётный суд (Tribunal de Contas), орган прокурорского надзора — Генеральная прокуратура (Procuradoria-Geral da República Portuguesa), суды финансовой юстиции — фискальные суды (Tribunal fiscal), суды военной юстиции — военные суды (tribunais militares), должностное лицо, уполномоченное контролировать деятельность правительственных учреждений — Генеральный омбудсмен (Provedor de Justiça).
В Португалии демократия и всеобщее избирательное право.
Министерства Португалии:
- Министерство иностранных дел
- Министерство сельского хозяйства, городского развития и рыбного хозяйства
- Министерство общественных работ, транспорта и связи
- Министерство финансов
- Министерство труда и социальной солидарности
- Министерство здравоохранения
- Министерство национальной обороны
- Министерство образования и науки
- Министерство внутренней администрации
- Министерство юстиции
- Министерство науки, технологии и высшего образования
- Министерство культуры
- Министерство по вопросам окружающей среды и борьбы с изменением климата
- Министерство экономики, инноваций и развития

### Политические партии
Основными политическими партиями являются Социалистическая партия и Социал-демократическая партия. Социалистическая партия является левоцентристской и социал-демократической. Социал-демократическая партия является правоцентристской и либерально-консервативной.

### Профсоюзы
- Всеобщий союз рабочих (União Geral de Trabalhadores) — основной профцентр, традиционно связанный с Социалистической партией, насчитывает 400 тысяч членов.
- Всеобщая конфедерация португальских трудящихся (Confederação Geral dos Trabalhadores Portugueses), традиционно связанная с Коммунистической партией, насчитывает 800 тысяч членов.

## Административное деление

### Столица
- Лиссабон

Расположена на побережье реки Тахо. Площадь столицы составляет 84 км². Население — 556 797 человек. Большой Лиссабон (город с пригородами) — 2750 км² и населением в 2,1 млн человек.
Мэр города (избран 28 сентября 2021 года) — Карлуш Моедаш.

### Другие города
- Авейру
- Бежа
- Брага
- Браганса
- Виана-ду-Каштелу
- Визеу
- Вила-Нова-ди-Гая
- Гимарайнш
- Каштелу-Бранку
- Ковильян
- Коимбра
- Лейрия
- Оливейра-ди-Аземейш
- Порталегри
- Портиман
- Порту
- Сантарен
- Сейшал
- Сетубал
- Фару
- Фатима
- Фигейра-да-Фош
- Шавиш
- Эвора
- Элваш

До 1976 года территория Португалии была разделена на провинции. После административной реформы территория континентальной Португалии разделена на 18 округов (диштриту), которые делятся на 308 муниципальных районов (конселью), состоящих из приходов (фрегезия). Островные территории (Азорские острова и Мадейра) имеют статус автономных регионов.

## Экономика
Португалия — индустриально-аграрная страна. Наиболее важные традиционные отрасли промышленности — текстильная (хлопчатобумажная и шерстяная), швейная, виноделие (особенно известно производство портвейна), производство оливкового масла, рыбных консервов, обработка пробковой коры (ведущее место в мире), чёрная и цветная металлургия, машиностроение (судостроение и судоремонт, автосборка, электротехническое); развивается химическая, нефтеперерабатывающая и нефтехимическая, цементная промышленность. В сельском хозяйстве преобладает земледелие. Около половины обрабатываемых земель занято пашней; виноградарство, плодоводство, оливковые насаждения. В животноводстве разведение крупного рогатого скота, овцеводство, свиноводство, рыболовство.
Основные внешнеторговые партнёры — страны Европейского сообщества.
Иностранный туризм — около 10 млн человек в год.
В связи с изменением текста конституции (1990 год) был принят закон о приватизации (приватизировались предприятия, национализированные после 1974 года; роль государственного регулирования в экономике уменьшилась; частные инвестиции португальских граждан в отечественные предприятия были разрешены). Государство обязалось способствовать реструктуризации нерентабельных предприятий и развитию португальского рынка капиталов. Огромные деньги были выделены на благоустройство: в 1993—2000 годах доля населения, пользующегося системой подведения питьевой воды, возросла с 61 до 95 %, а канализационной сетью с 55 до 90 %.
Экономическая политика направлена на либерализацию и модернизацию экономики, дальнейшую приватизацию государственных компаний, структурную перестройку банковского и телекоммуникационного секторов. Налогово-бюджетная сфера после налоговой реформы обеспечила приток государственных доходов и сокращение бюджетного дефицита за 1996—2003 годы с 5 до 2,4 % ВВП. В денежно-кредитной сфере проводились мероприятия по бюджетно-финансовой стабилизации. Бюджетные доходы составили 45 млрд долл., расходы — 48 млрд долл. В 1996—2003 гг. годовые темпы инфляции снизились с 7,8 до 3,1 %. Социальная политика направлена на реформирование системы социально-трудовых отношений и обеспечение занятости. В 2018 году уровень безработицы составил 6,9 % (113-е место в мире), индекс человеческого развития — 0,847 (41-е место в мире).
В 2017 году объём экспорта составил — 59,3 миллиарда долл., импорта — 78,3 миллиарда долл., отрицательное сальдо внешней торговли — 19 миллиардов долл. В экспорте преобладает продукция машиностроения (до 30 %), включая автомобили (4,2 %) и запчасти для них (4,1 %); нефтепродукты (4,7 %), обувь и одежда; также экспортируются вина, табачные изделия, медикаменты, резина и пластик. Главные торговые партнёры по экспорту: Испания, Франция, Германия и Великобритания. Импортируются — сырая нефть, машины, запчасти, электронные компоненты, транспортные средства, металлы, химикаты и другое сырьё. Главные торговые партнёры по импорту: Испания, Германия, Франция, Италия.
Благодаря росту экспорта во II кв. 2013 года рост экономики Португалии оказался наиболее сильным среди стран ЕС: ВВП увеличился на 1,1 % к первому кварталу; до этого же экономика была в рецессии 10 кварталов подряд.
В стране высокий уровень доходов.
Индекс Кейтца (соотношение между минимальной и средней заработной платы в стране) в Португалии по состоянию на четвёртый квартал 2019 года (средняя — 1418 евро, минимальная — 700 евро) составляет 49,4 %. С 1 января 2024 года минимальный размер оплаты труда в Португалии составляет 956,7 евро (брутто) и 819,93 евро (нетто) в месяц, а в случае 14 годовых выплат — 820 евро (брутто) и 702,80 евро (нетто).

## Инфраструктура

### Транспорт
Поезда, автобусы, трамваи, автомобили, метро. Авиакомпания TAP Air Portugal выполняет рейсы в Восточную Европу.

## Население
С 1900 года население Португалии в млн человек, естественный прирост на 1000 человек, миграционный прирост (на 1000 человек) и суммарный коэффициент рождаемости (2,1 уровень воспроизводства населения).
Согласно опубликованным Национальным институтом статистики в июле 2021 года предварительным результатам переписи населения 2021 года, в Португалии проживает 10 347 892 человека — 4 917 794 мужчины (48 %) и 5 430 098 женщин (52 %). За период после предыдущей переписи (2011 год) население страны сократилось на 214 28 человек (2 %). Согласно данным The World Factbook по состоянию на июль 2021 года, население Португалии составляет 10 263 850 человек.
Динамика численности населения Португалии
- 1911 год — 5,97 млн чел.
- 1920 год — 6,03 млн чел.
- 1930 год — 6,82 млн чел.
- 1940 год — 7,72 млн чел.
- 1950 год — 8,51 млн чел.
- 1960 год — 8,85 млн чел.
- 1970 год — 8,65 млн чел.
- 1981 год — 9,83 млн чел.
- 1991 год — 9,86 млн чел.
- 2001 год — 10,35 млн чел.
- 2011 год — 10,56 млн чел.
- 2021 год — 10,35 млн чел.

В 2021 году в Португалии постоянно проживало 698 887 иностранцев (+5,6 % по сравнению с предыдущим годом). Бо́льшая часть из них — бразильцы (29,3 %), на втором месте — граждане Великобритании (6 %). Далее идут граждане Кабо-Верде, Италии, Индии, Румынии, Украины, Франции, Анголы, Китая и других стран.
Возрастная структура населения Португалии по состоянию на 2020 год: 0—14 лет — 13,58 %; 15—64 лет — 65,5 %; 65 лет и старше — 20,92 %. Средний возраст населения Португалии, согласно данным The World Factbook, на 2020 год составлял 44,6 лет (13-е место в мире), в том числе, 42,7 лет у мужчин и 46,5 года у женщин. 
Соотношение числа мужчин и женщин: всё население — 0,9 (2020 год). 
Средняя ожидаемая продолжительность жизни населения Португалии по состоянию на 2021 год: общая — 81,29 лет; мужчины — 78,14 лет; женщины — 84,6 года. 
По состоянию на 2021 год, уровень рождаемости составляет 8,02 новорождённых на 1000 жителей (220-е место в мире). Суммарный коэффициент рождаемости (СКР) — 1,42 рождений на женщину.  По состоянию на 2019 год, средний возраст женщины при первых родах в Португалии составляет 29,9 лет (для сравнения в Республике Корея стране с самым низким в мире СКР — 0,84 рождений на женщину на 2020 год, средний возраст женщины при первых родах в 2019 году составлял 32,2 года).
Из-за демографического старения населения неуклонно растёт уровень смертности, по состоянию на 2021 год уровень смертности составляет 10,9 умерших на 1000 человек (21-е место в мире). 
По состоянию на 2021 год, уровень чистой миграции в Португалии относительно низкий и составляет 0,62 мигранта на 1000 жителей (67-е место в мире).

### Языки
Португалия является страной с единым государственным официальным языком — португальским. На нём говорят более 200 млн человек во всём мире на трёх континентах: в Евразии, Африке и Южной Америке. Португальский язык схож с испанским, так как оба принадлежат к иберо-романской подгруппе романской группы индоевропейских языков, однако при сходном грамматическом строе между ними имеются значительные различия в произношении. 
Влияние на становление португальского языка оказали германские племена и арабы (мавры), у которых португальский язык позаимствовал многие слова, а также контакты путешественников, первооткрывателей и купцов с азиатскими народами. Португальский язык, на котором говорят в Португалии, отличается от португальского языка, используемого в Бразилии.
Кроме того, статус официального языка Португалии с 1999 года имеет мирандский язык, на котором говорит население небольшой территории в северо-восточной Португалии (муниципалитеты Миранда-ду-Дору, Вимиозу, Могадору). Его использование, однако, весьма ограничено.

### Религия
Около 90 % населения страны исповедует католицизм. Католицизм в Португалии всегда был связан с местными традициями, население чтило память многих популярных местных святых, чьи памятные дни отмечаются торжественно, как церковные праздники. Селение Фатима, где в 1917 году Дева Мария, как считается, явилась трём детям, стало популярным местом паломничества.
Первая протестантская община в Португалии возникла в XVII веке среди британских подданных. Проповедь протестантизма среди португальцев была начата лишь в XIX веке. По данным на 2010 год в Португалии проживало 373 тыс. протестантов. Крупнейшую протестантскую конфессию в стране составляют пятидесятники и харизматы (неопятидесятники) (289 тыс.).
За последние 25 лет в связи с массовой трудовой миграцией из стран Восточной Европы в Португалии заметно возросло число православных (60—80 тыс.). Ещё 135 тыс. португальцев являются последователями различных псевдохристианских религиозных организаций; в первую очередь это Свидетели Иеговы и мормоны.
Среди живущих в стране иностранцев и рабочих-мигрантов имеются буддисты (60 тыс.), мусульмане (26—65 тыс.), индуисты (6,5 тыс.), сторонники китайской народной религии (22 тыс.). В ходе всеобщей переписи населения в 2011 году 615 тыс. жителей Португалии (6,8 % населения) назвали себя нерелигиозными).

## Вооружённые силы
Армия, Навигация (Португальский Морской Флот, включая Морское командование), Воздушные военные силы (Воздушные Силы Португалии — FAP), Национальная Республиканская Гвардия (GNR).
Добровольцы могут пойти на воинскую службу с 18 лет, так как всеобщая обязательная военная служба была отменена в 2004 году. Женщинам разрешено служить в военных силах Португалии, в морском флоте с 1993 года, но запрещается находиться на каких-либо боевых специальностях (приказ 2005 года).
- Граждане для вооружённых сил: мужчин (16—49 лет) — 2 573 913; женщин (16—49) — 2 498 262.
- Граждане, годные для службы в вооружённых силах Португалии: мужчин (16—49) — 2 099 647; женщин (16—49) — 2 060 559.

Ежегодно количество граждан ВС Португалии увеличиваются на 64 910 мужчин (возраста от 16 до 49 лет) и 58 599 женщин (в возрасте от 16 до 49 лет).
Военные расходы составляют 2,3 % от годового ВВП.

## Культура

### Музыка
Основой культуры, в том числе музыкальной, португальцев является романская культура, испытавшая в ходе становления и развития португальского государства влияние многих культурных компонентов, привнесённых и завоевателями португальских земель, и народами захваченных португальцами обширных владений. Музыка Португалии имеет общие истоки с музыкой Испании и на протяжении веков развивалась во взаимодействии с ней, при этом отличаясь яркой самобытностью.
Самый распространённый песенный жанр — фаду (сольная лирическая песня), который играет важную роль в национальной самоидентификации португальцев, так как проводит чёткую грань между яркими и живыми испанскими ритмами, представляющими буйный и резкий испанский характер, и мягкой и меланхоличной душой португальского народа.
На Евровидении 2017 победил певец Салвадор Собрал с песней Amar pelos dois.

### Изобразительное искусство
Португалия никогда не была ведущей европейской державой в области изобразительного искусства. Даже в эпоху Возрождения, в период наивысшего расцвета страны, португальские художники, крупнейшим из которых был Нуну Гонсалвеш, оставались на периферии европейского развития. В XIX веке наиболее заметными представителями португальской живописи и фактически основоположниками современной национальной художественной традиции были Жозе Мальоа, Жозе Жулиу де Соуза Пинту и Колумбану Бордалу Пиньейру. Наиболее известным португальским художником считается умерший в 30 лет Амадеу де Соза-Кардозу, получивший художественное образование во Франции и работавший в авангардных стилях живописи. В XX веке можно отметить художника-пластика Мариу Дионисиу свою художественную карьеру в качестве художника начал в 1941 году. Участвовал в различных групповых выставках, в частности в общих выставках пластического искусства с 1947 по 1953 года. А его первая персональная выставка прошла аж в 1989 году.

### Кухня
Португалия является родиной портвейна и мадейры.

### Праздники и выходные дни
- Новый год — 1 января;
- Карнавальный вторник — февраль/март, день накануне Пепельной Среды, первого дня Великого Поста;
- Великая Пятница — март/апрель, пятница на Страстной Неделе;
- День Свободы — 25 апреля, годовщина революции 1974 года;
- День труда — 1 мая;
- Праздник тела Христова — май/июнь, девятый четверг после Пасхи;
- День Португалии — 10 июня;
- Праздник Успения Богородицы — 15 августа;
- День Республики — 5 октября, годовщина провозглашения в 1910 году Республики Португалия;
- День всех Святых — 1 ноября;
- День Независимости — 1 декабря, годовщина провозглашения независимости от Испании в 1640 году;
- Праздник Непорочного Зачатия — 8 декабря;
- Рождество — 25 декабря[50].

## Спорт
Самым популярным видом спорта является футбол. Криштиану Роналду считается одним из величайших игроков в футбол за всё время. Сборная Португалии по футболу выиграла Чемпионат Европы по футболу 2016 и Лигу наций УЕФА 2018/19. Наиболее успешные футбольные клубы: «Порту», «Бенфика», «Спортинг».

## СМИ

### Печать
- Jornal de Notícias — Журнал де Нотисиаш
- Correio da Manhã Архивная копия от 3 мая 2008 на Wayback Machine — Куррейу да Манья
- Diario de Notícias Архивная копия от 13 декабря 2006 на Wayback Machine — Диарио дэ Нотисиаш
- Expresso Архивная копия от 24 апреля 2006 на Wayback Machine — Эспрессо
- Publico Архивная копия от 16 мая 2008 на Wayback Machine — Публико
- Jornal de Coimbra Архивная копия от 7 июня 2008 на Wayback Machine — Журнал дэ Куимбра[51]

### Телерадиовещание
Телерадиовещание в Португалии делится на общественное, коммерческое, кроме того в Португалии существует элемент государственного телерадиовещания в виде парламентского телеканала ARtv. Общественный вещатель — RTP (Rádio e Televisão de Portugal — Радио и телевидение Португалии), вещает на 1-м (RTP1) и 2-м телеканале (RTP2) и через 3 радиостанции (Antena 1, Antena 2 и Antena 3). Коммерческие вещатели — SIC и TVI. Контроль за соблюдением законов о СМИ общественным вещателем осуществляет Генеральный независимый совет (Conselho Geral Independente), у коммерческих вещателей — Управление регулирования Социальных коммуникаций (Entidade Reguladora para a Comunicação Social) (ранее — Высшее управление социальных коммуникаций (Alta Autoridade para a Comunicação Socia)).
В зависимости от способа распространения сигнала телевидение в Португалии делится на эфирное, кабельное, спутниковое и IPTV, радиовещание представлено только эфирным, общественные радиостанции могут вещать через эфирное, кабельное, спутниковое телевидение и IPTV, в общих мультиплексах с общественными телеканалами, кроме того существует несколько Интернет-радиостанций, эфирное радиовещание ведётся в аналоговом стандарте на УКВ, в версии УКВ OIRT, Antena 1 также на СВ и цифровом стандарте DAB на МВ.

### Русскоязычные СМИ
- Газета «Слово» — русскоязычная газета для туристов и русскоязычных людей, проживающих в Европе
- Маяк Португалии Архивная копия от 13 апреля 2009 на Wayback Machine — «Маяк Португалии» — русскоязычная газета для иммигрантов из Восточной Европы